# Ryom-Verzeichnis
Katalog Ryoma, RV (niem. Ryom-Verzeichnis) – najpopularniejszy i najbardziej kompletny katalog dzieł Antonia Vivaldiego opracowany po raz pierwszy w 1973 przez Petera Ryoma.
Istnieją również wcześniejsze próby systematyzacji dzieł Vivaldiego, do których zaliczają się katalogi Mario Rinaldiego (opublikowany 1944 w Rzymie), Marca Pincherlego (Paryż, 1948, oznaczenie P.) czy zawierający jedynie utwory instrumentalne katalog Antonia Fanny (Mediolan, 1968, oznaczenie F.). Katalog Petera Ryoma zawiera odnośniki do wspomnianych powyżej katalogów.